# شركة تعليب كربلاء
شركة تعليب كربلاء هي شركة عراقية عامة مختصة بالصناعات التعليبية الغذائية.

## نبذه تاريخية
تأسست الشركة بأسم المنشأة العامة للتعليب في كربلاء على يد رئيس الوزراء عبد الكريم قاسم عام 1959 في كربلاء برأس مال قدره 450,000 دينار عراقي. وكانت تنتج المربى بأنواعها وعسل التمر (الدبس) ومعجون الطماطة والكجب والصاص.
وفي عام 1989 تغير اسم الشركة إلى شركة تعليب كربلاء ونقلت ملكيتها إلى وزارة الصناعة. وفي عام 2023 نقلت ملكية الشركة إلى العتبة الحسينية المقدسة.

## المعمل
يقع معمل التعليب على ارض كبيرة بمساحة 130 دونم في منطقة المعملجي بمركز مدينة كربلاء وتعود ملكية الارض إلى وزارة الصناعة 109 دونم وبلدية كربلاء 21 دونم، بقرار منذ عام 1973.
وفي عام 2021 تم منح شركة تعليب كربلاء كفرصة استثمارية من قبل هيئة استثمار كربلاء وتم تمليك عموم الارض الخاصة بالمعمل للشركة كمشروع صناعي عام 2021 وسدد بدل شراء للجهات المالكة وزارة الصناعة وبلدية كربلاء.
وفي عام 2022 اقام الامين العام للعتبة الحسينية دعوى قضائية امام محكمة بداءة كربلاء لغرض استملاك الارض المشيد عليها المعمل واصدرت المحكمة قرارها لصالح العتبة الحسينية المقدسة. وقررت العتبة نقل المعمل لارض بديلة على اطراف كربلاء وتعيين جميع العمال في المعمل على ملاك العتبة.